# روي غاردنر
روي غاردنر (بالإنجليزية: Roy Gardner)‏ (18 يناير 1914 بملبورن في أستراليا - 2 أبريل 2004) هو لاعب كريكت أسترالي. لعب مع فريق فكتوريا للكريكت.

## وصلات خارجية
- روي غاردنر على موقع إي آس بي آن كريك إنفو (الإنجليزية)